# Philip Casnoff
Philip Casnoff, född 3 augusti 1949 i Philadelphia, Pennsylvania, USA, är en amerikansk skådespelare. Han är känd i rollen som Elkanah Bent i TV-serien Nord och Syd. Han har även haft en rad småroller, bland annat i TV-serierna Cityakuten, Advokaterna, Oz och Law & Order: Trial by Jury och Hemma hos Fran.

## Filmografi
- The President's Man II (2002)
- For All Time (2000)
- Kiss Tomorrov Goodbye (1999)
- Chameleon (1998)
- Iskall passion (1998)
- Den okända planetens mörka hemlighet (1998)
- Försvararna: Taking the First (1998)
- Little Girls in Pretty Boxes (1997)
- Danielle Steel - Zoya (1996)
- Misstänkt (1994)
- Nord & Syd: Himmel och Helvete - Bok tre (1994)
- Temptation (1994)
- Sinatra (1992)
- Ironclads (1991)
- Dödliga lustar (1991)
- The Red Spider (1988)
- Berättelser från andra sidan Del 4 (1985)
- North & South Part 6 (1985)
- North & South Part 5 (1985)
- North & South Part 4 (1985)
- North & South Part 1 (1985)
- North & South Part 3 (1985)
- North & South Part 2 (1985)
- The Renegades (1982)
- Gorp (1980)
- Message from Space (1978)